# عبدالمجید الشتالی
عبدالمجید الشتالی (عربی: عبد المجید الشتالی؛ زادهٔ ۴ ژوئیهٔ ۱۹۳۹) بازیکن و مربی سابق اهل تونس است.

## باشگاهی
از باشگاه‌هایی که در آن بازی کرده‌است می‌توان به باشگاه فوتبال ستاره ساحلی اشاره کرد.

## تیم ملی
وی همچنین در تیم ملی فوتبال تونس بازی کرده است. وی در تیم ملی فوتبال تونس ۷۰ بازی انجام داده است و سرمربی این تیم در جام جهانی فوتبال ۱۹۷۸ بوده است.